# Уздиця
Узди́ця — село в Україні, у Глухівській міській громаді Шосткинського району Сумської області. Населення становить 547 осіб. До 2020 орган місцевого самоврядування — Уздицька сільська рада.

## Географія
Розташовано на відстані 4,5 км від річки Есмань та за 18 км від центру громади — м. Глухів. Найближчими населеними пунктами є села Сутиски — за 2 км, та, за 4 км, Вікторове з Дунайцем.
У селі бере початок річка Дунаєць, права притока Есмані.
Село оточене великим лісовим масивом.

## Історія
- Поблизу села віднайдені кургани бронзової доби та давньоруське городище.
- Перша письмова згадка про село з'явилася у 1636 році.
- 12 червня 2020 року, відповідно до розпорядження Кабінету Міністрів України № 723-р «Про визначення адміністративних центрів та затвердження територій територіальних громад Сумської області», село увійшло до складу Глухівської міської громади[1].
- 19 липня 2020 року, в результаті адміністративно-територіальної реформи та ліквідації Глухівського району, село увійшло до складу новоутвореного Шосткинського району[2].

## Економіка
- Фермерське господарство «Хвиля».

## Соціальна сфера
- Школа I—II ст.

## Пам'ятки
- Братська могила сталінських солдатів.

## Релігійне життя
- Церква святого архистратига Михайла.

## Відомі люди
Громак Василь Миколайович — український військовик, учасник російсько-української війни.